# Mbambi
Mbambi ist ein Verwaltungsbezirk (Ward) des Distrikts Mbinga (TC) in der tansanischen Region Ruvuma.

## Geografie
Mbambi liegt im Südwesten von Tansania. Es ist der nordwestliche Stadtteil der Distrikthauptstadt Mbinga. Der Bezirk grenzt im Nordwesten an Mateka, im Nordosten an Matarawe, im Süden an Mbinga Mjini, Mbinga Mjini B und Masumuni und im Südwesten an Luwaita. Bei der Volkszählung 2022 lebten 8745 Menschen in 2546 Haushalten auf einer Fläche von 6,2 Quadratkilometern.

## Gliederung
Der Bezirk besteht aus vier Stadtteilen (Kitongoji):
- Mbuyula
- Furaha Store
- Kiwandani
- Ngamanga

## Infrastruktur
- Bildung: Im Bezirk gibt es eine weiterführende Schule.[6] Diese Mbambi Secondary School ist eine staatliche Tagesschule mit einer Ausbildung bis zur 4. Stufe.[7]
- Gesundheit: Das Distriktkrankenhaus Mbinga liegt im Stadtteil Bambi.[8]